# Деренов Сергій Ісидорович
Сергій Ісидорович Деренов (нар. 8 жовтня 1976, Бєльці, Молдавська РСР) — молдовський та український футболіст, воротар, по завершенні кар'єри — футбольний арбітр.

## Життєпис
Народився в місті Бєльці, проте футбольну кар'єру розпочав в Україні. У сезоні 1993/94 років перебував на контракті у криворізькому «Кривбасі», проте за першу команду того сезону так і не зіграв жодного офіційного поєдинку. Натомість виступав в аматорському чемпіонаті України за криворізький ІНКО (8 матчів). Наступного року вже тренувався з першою командою, за яку дебютував 18 листопада 1994 року в переможному (2:0) виїзному поєдинку 17-о туру Вищої ліги проти запорізького «Металурга». Сергій вийшов на поле в стартовому складі та відіграв увесь матч. У першій команді виступав протягом трьох сезонів, проте був гравцем ротації. За період свого перебування в «Кривбасі» у чемпіонаті України зіграв 8 матчів, ще 2 поєдинки провів у Кубку України. По завершенні сезону 1996/97 років повернувся до Молдови.
Напередодні старту сезону 1997/98 років підписав контракт з «Олімпією» (Бєльці) з вищого дивізіону чемпіонату Молдови. У команді виступав протягом трьох сезонів, за цей час у чемпіонаті Молдови зіграв 58 матчів. Потім два роки виступав у клубі «Геппі Енд» (Кам'янка). Напередодні початку сезону 2002/03 років перейшов у «Дачія» (Кишинів), проте за команду зіграв усього в 1-у поєдинку національного чемпіонату. Про подальшу кар'єру Деренова майже нічого невідомо. У сезоні 2006/07 років він знову захищав кольори «Олімпії» (Бєльці) (14 матчів).
По завершенні кар'єри гравця намагався стати футбольним арбітром. Працював головним суддею в 10-и матчах.